# Klasser i World of Warcraft
Klasser i World of Warcraft: Man kan vælge mellem 11 forskellige klasser med forskellige egenskaber. Nogen klasser er gode i nærkamp, andre er bedre på afstand, og der findes også nogen som kan bruge magi.
De forskellige klasser man kan vælge er:

## Death Knight
Death Knight (dødsridder) er den første Hero Class (helteklasse) introduceret i ekspansionen Wrath of the Lich King. En Death Knight er en kriger som har givet sin sjæl i pant til Arthas the Lich King, og bliver styret af ham og kæmper for ham med dødsmagi og pestsygdomme. Af lige vel har nogle Death Knight's sat sig op imod Lich King og tjener det folk Death Knight'sene var en del af før de pantsatte deres sjæle. I mange af hovedbyerne til Horden og Alliancen bliver Death Knight'sene ærekrænket af vagter ved spytting og kastning af rådden frugt. Death Knighter kan bruge økser, køller og sværd som våben.
Death Knighter kan specialisere sig i tre retninger (talents):
- Blood, fokuserer på tanking.
- Frost, fokuserer på nærkamp.
- Unholy, fokuserer på skade gennem sygdomme (disease) og ved at rejse slaver fra de døde (Ghouls).

Death Knight er tilgængelig for alle racer, med undtagelse af den nye race Pandaren.

## Druid
Druid er en hybridklasse. I sin vanlige form kan Druiden skade eller helbrede. Druiden trækker sine kræfter fra naturen, og dens opgave er at holde naturen i balance. Druiden kan bruge stave, køller og dolke som våben.
Druider kan skifte form (shapeshift) til flere forskellige dyr og skabninger:
- Rejseform (laver Druiden om til en leopard, som kan løbe hurtigt)
- Bjørneform (laver Druiden om til en stærk bjørn, som tåler meget og kan holde fjendens opmærksomhed (bruges til at beskytte andre spillere, også kendt som 'tank')
- Katteform (laver Druiden om til en panter eller løve, som kan snige sig rundt og smelte sammen med omgivelserne på samme måde som en Rogue.
- Søform (laver Druiden om til en søløve, som kan svømme hurtigt og trække vejret under vand)
- Flyveform (laver Druiden om til en fugl, og kan derfor lettere undslippe. Dette er den nyeste af alle formerne, og kan kun bruges i Outland og Northrend, hvilket forudsætter, at man har tillægspakken The Burning Crusade (og Wrath of the Lich King for flyveformen i Northrend). Man kan også lave opgaver for at få en meget hurtigere form.

Herudover kan Druider ved specialisering tilegne sig to andre former.
- Moonkinform (laver Druiden om til et stort dyr, der er en blanding af ugle og bjørn, noget som gør skindet mere modstandsdygtigt over for fysiske angreb fra våben, og Druiden spreder også en aura, som giver alle i gruppen indenfor 30 meter 5% større chance for at få et kritisk angreb på en fjende ved hjælp af magiske formler, men som moonkin kan Druiden ikke helbrede sig selv eller andre, uden at gå ud af denne formen først, med mindre druiden har en glyf, der tillader dette)
- Træform (gør, at Druiden helbreder meget bedre)

Druider kan specialisere sig i tre retninger (talents):
- Balance, fokuserer på kamp gennem magi.
- Feral Combat, fokuserer på nærkamp og tanking.
- Restoration, fokuserer på helbredelse.

Druid er tilgængelig for følgende racer:
Alliance
- Night Elf
- Worgen

Horde
- Troll
- Tauren

## Hunter
En Hunter er en skarpskytte som har specialiseret sig i at tæmme vilde dyr. Disse kæledyr bliver brugt i kamp mod fjender. Hunteren skal hovedsagelig gøre skade på afstand,(dette gøres med en bue, et gevær eller en armbrøst). Kæledyret bruges derfor til at holde modstanderens fokus borte fra Hunteren selv. I starten har Hunteren læderrustning, for så at gå over til at kunne bruge ringbrynje fra og med level 40. Hunteren kan bruge våben som sværd, økse, spyd, gevær, bue, armbrøst og nogle flere. I ekspansionen Wrath of the Lich King vil kæledyrene kunne specialiseres med sine egne talenter.
Huntere kan specialisere sig i tre retninger (talents):
- Beast Mastery, Hunteren får meget af sin styrke fra kæledyret som angriber hårdere, raskere, og tåler mere.
- Marksmanship, Hunteren fokuserer mere på at tage mere skade fra afstand, og skyder bedre.
- Survival, Hunteren tåler mere, og fokuserer på at overlevelse.

Hunter er tilgængelig for følgende racer:
Alliance
- Draenei
- Dwarf
- Human
- Night Elf
- Worgen

Horde
- Blood elf
- Forsaken
- Goblin
- Orc
- Troll
- Tauren

og Pandaren

## Mage
Dette er en gruppe som er specialiseret i at gøre meget skade på god afstand ganske hurtigt. Magen kan ikke bruge anden rustning end tøj og tåler lidt skade. Dette gør ham relativt let at dræbe i nærkamp. Magen kan bare bruge stave, et håndsværd, dolke og tryllestave som våben. En Mages våben og formler er delt ind i 3 grupper: Arcane, Fire og Frost. Magen kan trylle egen mad og drikke frem. Dette er specielt populært i grupper, fordi det gør Magen i stand til at give vand og mad gratis til andre medlemmer af gruppen, noget som vanligvis koster penge.
Mager kan specialisere sig i tre retninger (talents):
- Arcane (Mystisk energi), fokuserer på besværgelser som forbedrer allieret, svækker fjender, eller er nyttige i specielle situationer.
- Fire (Ild), fokuserer på ren skade.
- Frost (Kulde), fokuserer på at holde fjender borte fra sig og kan tåle mere end andre Mager.

Mager er tilgængelig for følgende racer:
Alliance
- Draenei
- Dwarf
- Gnome
- Human
- Night Elf (Highborne)
- Worgen

Horde
- Blood elf
- Forsaken
- Goblin
- Orc
- Troll
- Tauren

og Pandaren

## Monk
Munk kan spilles af alle racer, undtagen Worgen og Goblins i det udvidelsen Mists of Pandaria. De kan både tanke og bruges som DPS (står for damage per second (Skade per sekund) i nærkamp. Munke er mestre i "bare hænder" combat og bruger kun deres våben til at lave ødelæggende afsluttende manøvrer. Munken er en såkaldt "Hybrid-Class" og er derfor også i stand til at helbrede andre. Munken kan specialisere sig i tre typer magi; Brewmaster (tank), Mistweaver (helbreder) og Windwalker (DPS). De kan bære forskellige type våben heriblandt en hånds økser, køller, sværd og stave og bruger cloth/leather som rustning og kan ikke bruge et skjold. Deres stats vil primært være Agility (DPS og tanking) og Intellect (helbredelse).
Alliance
- Draenei
- Dwarf
- Gnome
- Human
- Night Elf

Horde
- Blood elf
- Forsaken
- Orc
- Troll
- Tauren

og Pandaren

## Paladin
En paladin er en hellig forkæmper med mange forskellige evner. De er specielt frygtet af de uddøde og andre mørke skabninger. Paladin kan både helbrede og bruge de tykkeste og bedste rustninger, noget som gør dem vældig robuste. En vigtig egenskab de har, er at de kan lægge mange forskellige magiske egenskaber på andre, venligsindede spillere, ved hjælp af bl.a. auraer. Indtil The Burning Crusade kunne kun Alliance spille Paladin.
Paladiner kan specialisere sig i tre retninger (talents):
- Holy, fokuserer på helbreding.
- Protection, fokuserer på tanking.
- Retribution, fokuserer på nærkamp.

Paladin er tilgængelig for følgende racer:
Alliance
- Draenei
- Dwarf
- Human

Horde
- Blood elf (Kaldt Blood Knights; Blodriddere)
- Tauren (Kaldt Sunwalkers; Solvandrere)

### Holy Power
Holy Power, eller hellig kraft, er en resurse man besidder som Paladin, som blev introduceret i udvidelsen af spillet Cataclysm, som udkom den 7. december 2010. Man kan have mellem 0 og 5 Holy Power ad gangen. Som Paladin besidder man også resursen Mana, som også bliver brugt af følgende klasser: Mage, Priest, Warlock, Druid, Shaman, Hunter (frem til udgivelsen Cataclysm) og Monk (som blev integreret i spillet med udvidelsen Mists of Pandaria).

### Spillestil
Før introduktionen af Holy Power vil nogle mene, at Paladinernes spillestil var rodet, men blev noget mere strømlinet med indførelsen af denne nye resurse.[kilde mangler] Paladinens spillestil omhandler brug af mindre effektiv magi og slag, som genererer Holy Power. Resursen kan derefter bruges til at udløse kraftigere evner som Templar's Virdict, Shield of the Righteous og Word of Glory. Denne nye spillestil minder om den man ser hos en Rogue, der handler om at genere combo point gennem mindre effektive evner, og kraftige evner der konsumerer combo point. Da paladiner bruger Mana som en resurse til at bruge disse mindre effektive evner, imod rogues der bruger energy, som slipper op meget hurtigere, har paladinernes evner oftest en såkaldt cooldown, som betyder, at man bliver nødt til at vente noget tid, før man kan benytte den samme evne igen.

### Ændringer
Der er ikke sket mange ændringer ved selve konceptet Holy Power, ud over at man i Patch 5.0.4 den 28. august 2012 tilføjede Boundless Conviction, hvilket gjorde det muligt at have op til 5 Holy Power, hvor man før i tiden kun kunne have 3.
Da Holy Power blev introduceret var det kun ganske få evner der kunne generere denne resurse, men med udgivelsen af Mists of Pandaria blev væsentligt flere evner også i stand til at generere denne resurse.

## Priest
Disse hellige mænd og kvinder er decideret de bedste til at helbrede andre under og efter kampens hede. Ulemper med Priester er at de bare kan bruge tøj.
Priesten har forskellige talenter at vælge imellem.
- Shadow – som bygger på at give større skade
- Holy – som giver bedre healing m.m
- Discipline – som giver bedre chancer for at overleve

Mange vælger at fokusere på den mørkere del (Shadow) til de er nået level 80 fordi det er lettere når man er på egen hånd. Man kan også vælge Holy hvis man vil fokusere mest på at helbrede andre. Præsten har også formler så den kan fylde fjenden med frygt, noget som gør at fjenden løber rund uden at være i stand til at gøre noget. Priesten kan også se igennem andres øjne og besudle sindet ved hjælp af sine doktrinerende formler. En dygtig Priest kan bruge dette til at få en fjende til at hoppe ned i et dybt afgrund, eller ned i kogende lava. Offeret vil være troldbundet til lige til døden.
Priest er tilgængelig for følgende racer:
Alliance
- Draenei
- Dwarf
- Gnome
- Human
- Night Elf
- Worgen

Horde
- Blood elf
- Forsaken
- Goblin
- Troll
- Tauren

og Pandaren

## Rogue
Rogue er en klasse som baserer sig på at holde sig skjult og angribe modstanderen når de er distraheret. De bruger en slags usynlighed kaldet stealth, ikke som jagerfly, men noget som gør dem fysisk usynlig helt til de kommer omtrent helt ind til fjenden, da ser man han/hun som delvis usynlig og man kan evt. angribe dem. Roguer kan bare bruge læder og tøj, som armor Derfor er de ikke den mest udholdende klasse, men det skal siges at de har mange måder at komme væk på hvis de skulle komme i problemer. Det er vanligst er at Roguer angriber bagfra; de stærkeste angreb i katalogen er bagholdsangreb, men de har også andre angreb som de bruger, det afhænger mest af hvad de vil fokusere på med tanke på hvordan de specialiserer sig. Roguer kan også lave gift som de smører på deres våben for at gøre ekstra meget skade, få fjenden til å bruge længer tid på at helbrede eller affyre kraftige tricks, at formindske effekten af helbredelse og at reducere hvor meget en fjende føler sig truet af roguen (dvs. mindre sandsynlighed for at et monster sniger sig ind på en i stedet for en tank)). Dirke op låse gør en rogue også mere interessant at tage ham med sig i instancer. Roguer kan også stjæle fra lommerne på sine fjender uden at de mærker det. En rogue kan bruge køller, sværd, økser, knive og fistweapons som våben.
Roguer kan specialisere sig i tre retninger (talents):
- Assassination, fokuserer på at gøre skade på mellem tid. (PVP/PVE)
- Combat, fokuserer på nærkamp og højest mulig skade over længere kampe (PVE).
- Subtlety, fokuserer på at snige, og lave meget stor skade på kort tid (Burst damage). (PVP)

Rogue er tilgængelig for alle racer undtaget Tauren og Draenei.

## Shaman
Shamans er en hybridclass sammen med Druids og Paladins, og det er fælles for dem alle, at de kan hele. Men at være hybridclass betyder, at man kan have flere forskellige opgaver, dog er det specielle ved en hybridclass, at den uanset hvad den gør sig bedst til, altid vil kunne udføre 3 forskellige opgaver. Fx er der en Elemental Shaman, som har fokus på casting spells (altså minder en del om andre classes som Mages), og så kan man også vælge at være en Enhancement Shaman, som har fokus på melee abilities osv. (som gør, at de minder en del om Warriors og andet melee). Og til sidst men ikke mindst er der en Restoration Shaman, som har fokus på helbredende spells (og minder derfor om andre healere som Priests). Shamanen bruger magiske kræfter fra de fire elementer; jord, ild, vand og luft. De kan bruge totempæle som f.eks. kan gøre skade, helbrede, hå ham til at gå langsomt og fjerne diverse forbandelser. En Shaman har også muligheden til at transformere sig om til en spøgelses ulv, som gør at de løber hurtigere. Indtil udvidelsespakken The Burning Crusade, var shaman kun tilgængelig for Horde.

### Elemental
Shamaner som fokuserer på magi, der gode damage dealers i både arenas og raids. Men dmg-dealing afhænger af spelldamage, hvilket også gælder for andre caster classes – spelldamage opnås ved talents og ikke mindst udstyret ens character besidder.

### Enhancement
Enhancement Shamans, fokuserer på nærkamp. Enhancement shamanens build er baseret på Melee DPS.

### Restoration
Restoration (oftest forkortet resto), fokuserer på helbredelse. Det er et af de bedste raidhealing builds i raiding. Og den fineste opgave er at holde samtlige personer i raidet i live, dog ikke så meget tanks, som har en dedikeret healer på sig allerede.
Shaman er tilgængelig for følgende racer:
Alliance
- Draenei
- Dwarf

Horde
- Goblin
- Orc
- Troll
- Tauren

og Pandaren

## Warlock
Warlocks er mørkets kunstnere som lader sig drive langt ind i dæmoniske magi, de er troldmænd som ligger sin lid til og benytter sig af dæmoner, disse regnes som modstykker til Mage klassen, og er frygtede på slagmarker (Battlegrounds).
Warlocks bruger DoTs (Damage over Time/Skade over Tid), som, hvis warlocks er høj nok i level, kan dræbe et offer relativt hurtigt. I tillæg har de flere ild- og skygge forbandelser og magi som kan angribe både et mål, men også flere samtidig. De kan også bruge våben som tryllestave, stave, dolke og ethånds-sværd. Warlocks ligner på mange måder på Magen, bare med dæmon-, kaos- og skyggemagi i stedet for mystik-, ild- og kuldemagi. Warlocker kan kun bruge tøj, men de kan specialisere sig i at reducere både fysisk og magisk skade.
Klassen får en billig «Felsteed» (dæmonhest) i level 20. Warlocks har også sin helt egen episke dæmonhest, kaldet «Dreadsteed». Dæmonhesten er lige så hurtig som andre episke ridedyr,
Warlocks kan tilkalde forskellige dæmoner til forskellige formål.
Warlocker kan specialisere sig i tre retninger (talents):
- Affliction, fokuserer på DoTs, og at stjæle af mana og livskraft fra fjenden.
- Demonology, fokuserer på at gøre warlockens dæmoner så stærke som muligt.
- Destruction, fokuserer på at gøre mest mulig skade med ild- og kaosbaseret magi.

De forskellige dæmoner en Warlock kan fremmane er:
Imp
(Level 2) Er små dæmoner, som giver mere stamina og kaster ildkugler mod fjenderne. Impen er generelt skabt til instances, fordi den giver hele gruppen mere i stamina.
Evnen til at hidkalde imps erhverves i begyndelsen ved at gennemføre en mindre serie af quests, der er tilgængelige fra lvl 1.
Voidwalker
(Level 10) Er mørkeblå dæmoner, som er skabt i The void. Den er designet så den kan bruges som 'tank når Warlock'en kæmper alene. Det betyder at den har meget livskraft og god beskyttelse mod fysiske angreb. Desuden er den i de tidligere lvl's i stand til at holde Aggro (så modstanderen vælger at angribe den frem for Warlock'en).
Fås på lvl 10 gennem en mindre række af quests.
Succubus
(Level 20) En Succubus er en kvindelignende dæmon, der kan forføre fjender, så de bare står og kigger på hende og laver mere skade end de andre dæmoner warlocken har til rådighed (måske med undtagelse af i PvE, hvor man spiller mod computeren)
Felhunter (Feljæger)
(Level 30) Er hundelignende dæmoner, som dræner modstandernes mana og skader en smule derefter. Den yder desuden god beskyttelse mod magiske angreb.
Felsteed
(Level 20)
Infernal (Infernal)
(Level 50) Infernals er store dæmoner, som tidligere ikke bare kunne påkalde. De skulle man klare en lang række missioner for at få adgang til og krævede yderligere, at man har købt en Infernal Stone som kostede 50 sølv.
Doomguard
(Level 60), En Doomguard er en dæmon som skulle påkaldes ved hjælp af et ritual, der involverer 5 personer, og skader en af dem i slutningen. Man skulle holde slavebundet med jævne mellemrum for at holde kontrollen.
Dreadsteed
(Level 40)
Felguard (Felvagt)
(Level 50) tidligst på level 50, hvis man har specialiseret sig i Demonology, som er et af de tre talent træer man kan vælge mellem. Den virker på samme måde som en Voidwalker, men har mere i liv og mindre i armor. Samtidig med at den skader mere, kræver den også, at man har specialiseret sig som Demonology.
Warlock er tilgængelig for følgende racer:
Alliance
- Dwarf
- Gnome
- Human
- Worgen

Horde
- Blood elf
- Forsaken
- Goblin
- Orc
- Troll

## Warrior
Warriors er, specialiserer i nærkamp. Denne klasse kan bruger alle typer våben bortset fra tryllestaven. Warriors kan også bruge alle typer af rustninger, og warrioren er den gruppen som oftest er midt i kampens hede. Fungerer ofte som tank i en gruppe (den som passer på at fjenden ikke angriber de svagere i gruppen). Følgelig er der også Warrior som må tage de værste slag.
Warriors kan specialisere sig i tre retninger (talents):
- Arms, fokuserer på nærkamp med et våben.
- Fury, fokuserer på nærkamp med to våben.
- Protection, fokuserer på at modtage skade og holde fjenders opmærksomhed.

Alle racer kan vælge warrior.